# Jan Arend de Vos van Steenwijk
Jan Arend de Vos van Steenwijk, né le 26 mars 1746 à Vollenhove et mort dans cette ville le 8 mars 1813, est un homme politique et diplomate néerlandais.

## Biographie
Les De Vos van Steenwijk sont une riche famille de la noblesse d'Overijssel. Son père, Jan Arent Godert de Vos van Steenwijk, a été représentant aux États généraux des Provinces-Unies et landdrost de Vollenhove et Kuinre. Il est le frère de Godert Willem et Carel de Vos van Steenwijk ; tous les trois joueront un rôle dans la Révolution batave.
Jan Arend de Vos van Steenwijk étudie le droit à l'université d'Utrecht, d'où il sort diplômé en 1765, et devient avocat. En 1770, il devient membre de l'assemblée des nobles de la province d'Overijssel. Il y fait la rencontre de Joan Derk van der Capellen, avec lequel il partage les idées des Lumières. En 1774, il est élu représentant aux États d'Overijssel. Il en est le représentant au conseil d'administration de la Compagnie des Indes orientales et dans différentes amirautés néerlandaises.
Avec Van der Capellen, il conduit le mouvement des patriotes dans les années 1780. En 1786, il demande, en vain, au stathouder Guillaume V d'Orange de ne pas employer la force contre les villes de Hattem et Elburg, révoltée contre son autorité. Pour protester contre la répression prussienne contre la révolution, il demande aux États d'Overijssel de ne plus se réunir tant que l'armée prussienne serait sur le territoire de la province. Avec l'échec de la révolution, il échappe à une condamnation mais perd toutes ses fonctions en refusant de prêter serment de fidélité au stathouder le 28 février 1788.
La Révolution batave reprend au début de l'année 1795, lorsque les patriotes s'insurgent dans toutes les Provinces-Unies avec l'appui des troupes françaises du général Pichegru. Le prince d'Orange s'exile le 19 janvier, laissant la place à la République batave. Le 5 février, De Vos van Steenwijk entre à l'assemblée provisoire d'Overijssel puis, dans la foulée, aux États généraux. Il est élu député de Vollenhove à la première assemblée nationale batave le 27 janvier 1796. Il siège à la commission des Finances et, à la différence de son frère Carel, se prononce pour l'amalgame des dettes provinciales en une dette nationale. Il préside l'assemblée du 30 mai au 13 juin 1796. Un an plus tard, il est envoyé comme ambassadeur à Paris après le scandale touchant l'ambassadeur Lestevenon. À cette occasion, il représente la République batave aux pourparlers de paix entre la France et la Grande-Bretagne à Lille, avant la rupture de ceux-ci à la suite du coup d'État du 18 Fructidor.
Il est rappelé après le coup d'État unitariste du 22 janvier 1798 et reste sans activité jusqu'au 20 décembre, lorsqu'il est nommé au conseil général du département du Vieil IJssel. Après le débarquement anglo-russe de septembre 1799, il est secrètement envoyé à Berlin pour tenter d'obtenir la reconnaissance de la neutralité de la République batave, celle-ci étant alliée de la France depuis 1795. Cette négociation échoue, Frédéric-Guillaume III souhaitant comme préalable le rétablissement de la maison d'Orange dans ses droits.
À partir 14 décembre 1801, il préside le conseil des Finances du département de l'Overijssel, avant d'être nommé Trésorier général de la République batave. En 1804, il est envoyé à Berlin avec Carel Gerard Hultman négocier l'indemnisation du prince d'Orange. Il conserve cette fonction de ministre des Finances jusqu'à sa nomination au Conseil d'État. Parallèlement, il devient préfet de la Gueldre en 1807 et prend sa retraite en 1810.